# Club Deportivo El Ejido 2012
El Club Deportivo El Ejido 2012 és un club de futbol espanyol amb seu a El Ejido, a la comunitat autònoma d'Andalusia. Fundat l'any 2012, actualment juga a Segona Divisió RFEF – Grup 5.

## Història
Després de la dissolució del Polideportivo Ejido l'any 2012, immediatament es va fundar el CD El Ejido 2012. L'any 2013, el club va absorbir el CP Berja i va ascendir a Primera Andalusa.
El 25 de juny de 2016, El Ejido va ascendir a Segona Divisió B després de superar el CD Laredo en l'última ronda dels play-offs d'ascens. La temporada a la nova categoria va ser complicada, però el club va aconseguir mantenir el seu lloc a Segona Divisió B en quedar 14è entre 20 equips.
La temporada 2018-19 el club va descendir a Tercera Divisió en quedar 17è a Segona Divisió B, Grup 4.

## Temporada a temporada
| Temporada | Nivell | Divisió    | Lloc    | Copa del Rei  |
| --------- | ------ | ---------- | ------- | ------------- |
| 2012–13   | 6      | Reg. Pref. |         |               |
| 2013–14   | 5      | 1a I.      |         |               |
| 2014–15   | 4      | 3a         | 13è     |               |
| 2015–16   | 4      | 3a         |         |               |
| 2016–17   | 3      | 2a B       | 14è     |               |
| 2017–18   | 3      | 2a B       | 10è     |               |
| 2018–19   | 3      | 2a B       |         |               |
| 2019-20   | 4      | 3a         |         |               |
| 2020–21   | 3      | 2a B       | 8è / 2n | Primera ronda |
| 2021–22   | 4      | 2a RFEF    |         |               |

- 4 temporades a Segona Divisió B
- 1 temporada a Segona Divisió RFEF
- 3 temporades a Tercera Divisió